# グローバルウォーター
株式会社グローバルウォーター（英称：Global Waters K.K.）は、飲料水をはじめとする水専門商社である。
世界の様々な水を家庭に届けることを目的に、ドレスナー・クラインオート証券会社で投資銀行業務を務めていた堀内拓矢により起業された専門商社。世界の希少な水質のミネラルウォーターを輸入すると共に国内外の数百種類にのぼるミネラルウォーター類を直販している。水の専門家として大手企業や自治体への助言も行っている。
ECサイトとして「水広場」の運営を行う。